# Stanislav Nikolau
Stanislav Nikolau (5. června 1878 Humpolec – 4. června 1950 Praha) byl český geograf a novinář. Byl vedoucí osobností zeměpisného časopisu Širým světem, který mj. ilustroval Zdeněk Burian.

## Život
Stanislav Nikolau se narodil v Humpolci. Otec Jan Nikolau byl kupec, matka Anna (rozená Říhová) zemřela, když mu bylo 20 let. Otec se již neoženil a v roce 1903 se se syny Stanislavem a Zdeňkem odstěhoval do Prahy.
Stanislav Nikolau vystudoval na Filozofické fakultě Univerzity Karlo-Ferdinandovy obor zeměpis–dějepis. Učil nejprve jako suplent na reálce v Ječné ulici, později jako středoškolský profesor na reálce v Karlíně. Jako středoškolský profesor psal zeměpisné učebnice.
Stanislav Nikolau v mládí cestoval po Evropě a Přední Asii. Jeho osobnost geografa je spojena s předchůdci dnešní České geografické společnosti. V letech 1920–1931 byl jejím předsedou (tehdejší název Československá společnost zeměpisná); byl předsedou i protektorátní České společnosti zeměpisné (v letech 1939–1945).
Politicky se angažoval v hnutí Vlajka, které sdružovalo československá fašistická uskupení; k přímé spolupráci s nacistickým Německem se ale nepropůjčil. Byl dlouholetým redaktorem deníku Národní politika. Jeho politické názory byly antisovětské, antigermánské, antisemitské a patriotické, což se projevovalo v jeho novinářské činnosti. Z aktivní politiky se stáhnul po vzniku Protektorátu.
V roce 1947 byl odsouzen pro šíření letáků. Zemřel v Praze.

### Nejvýznamnější práce
Časopis Širým světem, vydávaný po dobu dvaceti let, je nejvýznamnějším odkazem Stanislava Nikolaua.

## Politické postoje – spolupráce s Vlajkou
Stanislav Nikolau se v období první republiky angažoval v hnutí Vlajka. Vlajka zastávala ideologii antisemitismu, antiněmectví a antikomunismu; 21. října 1932 se Stanislav Nikolau stal jejím předsedou. Antisemitismus Vlajky jako jeden z jejích programových bodů se projevil již v programovém prohlášení Vlajky vyhlášeném při zvolení S. Nikolaua předsedou; v bodu 7 se požaduje „odstranění nadvlády německého resp. židovského kapitálu…“ Dokud stál Stanislav Nikolau v čele Vlajky, odkazovali Vlajkaři k Rašínovi, Palackému či Jiráskovi. Po vzniku Protektorátu již myšlenka slovanství mizí a Vlajka přebírá prvky nacistické ideologie. V roce 1934 odstoupil Stanislav Nikolau z předsednictví Vlajky, v roce 1940 z Vlajky vystoupil.
Politické postoje Stanislava Nikolaua odpovídaly ideologii Vlajky v období První republiky.

## Dílo

### Knižní publikace

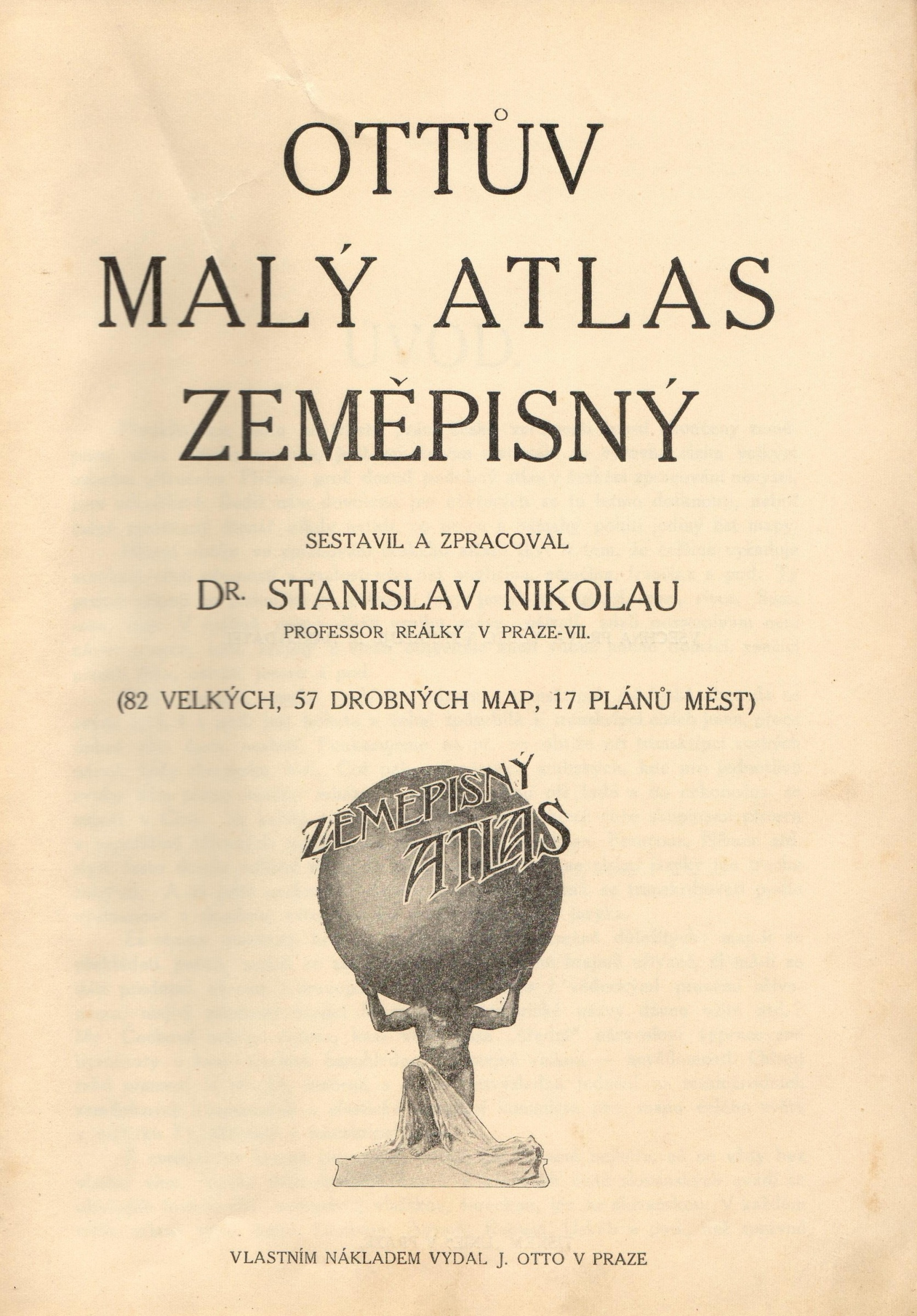
Titulní list Malého zeměpisného atlasu, Nakladatel Jan Otto, listopad 1910.

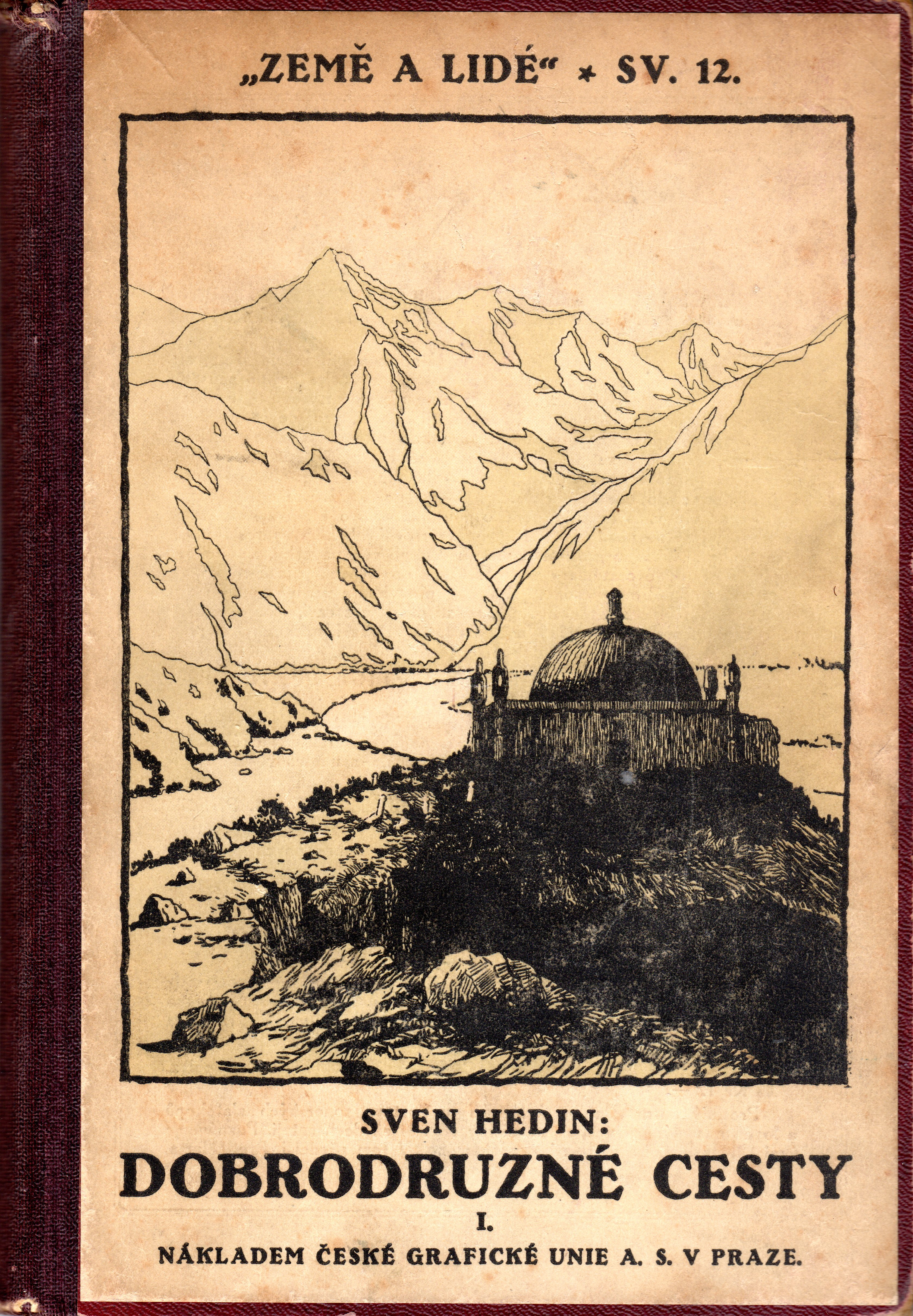
Dobrodružné cesty, svazek 12/1921, anonymní obálka

Stanislav Nikolau byl znám především jako autor zeměpisných učebnic, které vydával od roku 1909 do roku 1937. Příklady jeho knižního díla jsou:
- Ottův slovník naučný (spolupráce na heslech)[p. 2]
- Ottův malý zeměpisný atlas (vycházel v sešitech od roku 1909, následně knižně; Stanislav Nikolau je uváděn jako redaktor)[11]
- Učebnice zeměpisu pro první (druhou, třetí, vyšší) třídu středních škol (vydával Ústřední spolek českých profesorů 1910–1923)
- Učebnice zeměpisu pro vyšší třídy škol středních a I. a II. ročník učitelských ústavů (vydalo Profesorské nakladatelství a knihkupectví,1926)
- různé jazykové mutace zeměpisných učebnic Stanislava Nikolaua (maďarsky, francouzsky, slovensky)
- Země a lidé (1921–1948), cestopisná knižnice vydávaná Českou grafickou unií, redigoval ji Stanislav Nikolau[p. 3]
- Cestou necestou (1935–1941), edice cestopisných knih českých autorů, opět vydávaná Českou grafickou unií a redigovaná Stanislavem Nikolauem
- NIKOLAU, Stanislav. Příručka zeměpisu všech dílů světa: se zvláštním zřetelem k Československé republice. 1. vyd. Praha: Profesorské nakladatelství a knihkupectví, 1926, 541 s.

Překlady
- HERBERTSON, A a F HERBERTSON. Člověk a jeho dílo: úvod do anthropogeografie. Praha: J. Otto, 1906, S. 154. Podle 2. českého vydání přeložil a pro české vydání upravil St. Nikolau.
- KOTZE, Stefan von. V australském bushi. V Praze: Česká grafická unie, 1921, 137 s. Upravil a přeložil Stanislav Nikolau.

Kartografické dokumenty
- Glóbus vydaný v roztocké dílně Jana Felkla v roce 1921 vyšel pod odborným dohledem Stanislava Nikolaua. Byl nazván Obraz Zeměkoule a měl měřítko 1:58 181 000. Glóbus je barevný, lakovaný papír, na dřevěném stojanu s průměrem 22 cm.
- Školní mapy Přehledná mapa Československé republiky. Zpracovali ji Jaromír Janka a Karel Kuchař. Měřítko mapy je 1:1 500 000. Byla vydána v Lounech v nakladatelství Edv. Fastra pravděpodobně v letech 1935–1938. Byla schválena jako školní mapa výnosem minist. školství a nár. osvěty ze dne 14. května 1935 č. 38601/35-II. Obsahovala také vedlejší mapky Doprava 1:5 000 000 a Národnost 1:5 000 000.

### ČasopisŠirým světem
Zeměpisný časopis Širým světem (podtitul Zeměpisný měsíčník), byl nejdůležitějším redakčním a spoluautorským dílem Stanislava Nikolaua. Vydávala ho Česká grafická unie.
Časopis Širým světem vycházel nepřetržitě dvacet let (1924–1944). V letech 1924–1938 vycházel 10× ročně, v období 1939–1944 se frekvence jeho vydávání zdvojnásobila (20× ročně) a časopis nesl podtitul Zeměpisný čtrnáctideník. Zahrnoval rozmanité příspěvky, od aktuálních informací o jednotlivých zemích, přes informace o exotické floře a fauně, až po dobrodružné povídky a příběhy. Články byly bohatě ilustrovány fotografiemi, kresbami a mapami a jejich výběr přiměřeně reagoval na současnou politickou situaci v jednotlivých zemích.
Výtvarnou kvalitu významně ovlivnila dlouhodobá spolupráce s malířem Zdeňkem Burianem. Od roku 1924 doprovázel povídky svými kvaši a perokresbami; od třetího ročníku se objevují i barevné reprodukce olejomaleb geografického cyklu Země a lidé. Celkem bylo v jedenadvaceti ročnících reprodukováno přibližně 560 ilustrací. Dalších přibližně 270 Burianových ilustrací ilustrovalo 25 knižních titulů České grafické unie, kterou Nikolau redigoval.

### Činnost v listuNárodní politika
Národní politika byl deník blízký politické straně Československá národní demokracie, i když jí nebyl řízen.
Stanislav Nikolau byl redaktorem Národní politiky a psal do ní pravidelně v letech 1920 až 1940; příspěvky podepisoval vlastním jménem. Během dvaceti let vytvořil Stanislav Nikolau několik set novinářských příspěvků, především úvodníků na prvních stranách listu. Zastával v nich názory antisovětské, vlastenecké a antigermánské; věnuje se i otázkám národohospodářským, politickým, školským a jiným. Jeho antisemitismus se v tisku projevuje spíš okrajově, na intenzitě nabývá v období Druhé republiky. Silnou stránkou Nikolauových příspěvků do tisku byly geografické komentáře aktuální zahraniční politické situace. Obdiv nebo sympatie k německému nacismu se u Stanislava Nikolaua neprojevovaly.
Rozmanitost a vývoj příspěvků Stanislava Nikolaua do Národní politiky ilustrují příklady úvodníků z titulních stránek:

#### Období 1920–1937
- 1920 – Principiálně odmítá zastánce diktatury proletariátu[14]
- 1922 – Ve fejetonu Svět se zplošťuje popisuje proces, který je dnes nazýván globalizace[15]
- 1925 – Popisuje politicko-vojenskou situaci v Maroku[16]
- 1927 – Antisovětský článek k 10. výročí sovětské revoluce (o sporech mezi stalinisty a trockisty)[17]
- 1928 – Článek o problémech sovětského hospodářství, zejména zemědělství[18]
- 1928 – O nesprávnosti hospodářského uzavírání státu a o potřebě snižování vysokých cel[19]
- 1929 – Komentuje vojenskou diktaturu ve Španělsku, naznačuje možné oživení socialistických a komunistických aktivit[20]
- 1930 – Proti dovozu amerických a německých filmů[21]
- 1931 – Proti volnému výběru předmětů ve školách[22]
- 1932 – Proti užívání germanismů (a sovětských rusismů) v češtině[23]
- 1933 – O slovanské vzájemnosti na příkladu Všeslovanského svazu mediků[24]
- 1934 – Podpora motorizace armády, budoucí vojenský konflikt možný, potřeba být připraven[25]
- 1935 – Vysvětluje geograficky tažení Itálie do Habeše[26]
- 1936 – O vyzbrojování Hitlerova Německa a varování před nejednotným postupem proti Německu[27]
- 1937 – O válce v Mandžusku[28]

#### Období do 30. září 1938 (do Mnichovské dohody)
- 26. 3. 1938 – Vyzývá ke zbrojení a spolupráci s ostatními demokratickými státy proti nebezpečí německé či sovětské diktatury[29]
- 30. 3. 1938 – Předvídá expanzní zájem hitlerovského Německa o Rumunsko a Jugoslávii (z důvodu zajištění válečných surovin).[30]* 5. 7. 1938 – Úvodník při příležitosti červencových svátků je formulován proti německé rozpínavosti v pohraničních oblastech ČSR[31]

#### Období 30. září 1938 do 15. března 1939 (vznik Protektorátu)
Příspěvky Stanislava Nikolaua z titulní stránky Národní politiky mizí. Objevují se jeho nejvýraznější antisemitské články uvnitř listu:
- 20. 11. 1938 – V článku Židovská otázka dosud nejsilněji vystupuje proti Židům. Hovoří o nutnosti arizace českých podniků, kritizuje přijímání židovských uprchlíků.[32]
- 1. 3. 1939 – Vystupuje proti přijímání židovských uprchlíků z Německa[33]

#### Období po 15. březnu 1939
Ještě je otištěno několik geograficko-politických příspěvků nebo vzpomínkové texty Stanislava Nikolaua uvnitř listu.
- 8. 11. 1940 – Poslední dohledaný příspěvek Stanislava Nikolaua do Národní politiky je geograficko-politický článek, vcelku neutrálního zaměření, Dvojí tvář Řecka z 8. 11. 1940.[34]

Články
Publikoval články v titulu Sborník České společnosti zeměvědné. V době okupace byl předsedu redakčního výboru Sborníku České společnosti zeměpisné.

### Ohlasy díla Stanislava Nikolaua v dobovém tisku
Zatímco odbornost geografa není zpochybňována, s ostatními názory Stanislava Nikolaua často nesouhlasí dobový tisk, ať je jeho zaměření pravicové či levicové, např.:
- Peroutkova Přítomnost polemizovala v období 1929–1937 se Stanislavem Nikolauem celkem 18x.

Např. 18. 3. 1931 polemizuje s jeho názorem, že "většina biografů hraje filmy výhradně německé" (Nikolau zastává postoj současně antiněmecký i antisemitský).
28. 11. 1929 uvedla Přítomnost, že se Stanislav Nikolau "dostal do bezprostřední blízkosti Rudého práva, které …tvrdí totéž, tj. že žijeme v policejním státě" (Nikolau kritizoval zákrok policie proti studentům.)
- Lidové noviny označily 12. 12. 1934 Stanislava Nikolaua za Hitlerova sympatizanta proto, že žádal, aby novináři nespílali státníkům a politikům sousedních států a tím nedráždili náčelníky sousedů.[36]

- Rudé právo zkreslilo výrok Stanislava Nikolaua o nezaměstnaných, které měl obecně označit za „lenochy, povaleče a vyžírače“. Redaktor Rudého práva byl proto odsouzen na 4 dny podmíněně a náhradu soudních výdajů.[37]

- Židovské zprávy věnují Stanislavu Nikolauovi pozornost především jako představiteli antisemitské Vlajky a redaktoru Národní politiky. 19. března 1932 např. nesouhlasí s jeho tvrzením, že sionisté udržují na židovské radnici (v Praze) němectví a že v židovské náboženské obci není respektován státní jazyk a navíc k tomu napomáhá i pražský magistrát.[38]

## Poválečný soud
V lednu 1946 byl Stanislav Nikolau zatčen s dalšími osobami zapojenými do přepravy a rozšiřování zahraničních letáků generála Prchaly. Jak uvedlo Rudé právo, byl v těchto letácích president Edvard Beneš nazýván uzurpátorem moci a legalita jeho funkce byla popírána. Stanislava Nikolaua nazývá Rudé právo "známý odpůrce demokracie"
Vlastní soud začal 19. listopadu 1947 a výsledek oznámen již 20. listopadu 1947.

### Provinění a rozsudek
Rudé právo popisuje provinění Stanislava Nikolaua tak, že:
… V prosinci 1945 dostal od štábního kapitána v. v. Václava Jirsy leták nazvaný Poselství do vlasti, vydaný zrádným generálem Prchalou v Londýně. Nikolau předal tento leták inženýru Svobodovi, který jej o silvestrovské noci přečetl několika dalším lidem."

Stanislav Nikolau byl odsouzen na čtyři měsíce nepodmíněně s tím, že trest již byl vykonán vyšetřovací vazbou. Spoluodsouzení ing. Rudolf Svoboda a Rudolf Bejšovec dostali tresty mírnější (2 a 1 měsíc). V době vyhlášení rozsudku bylo Stanislavu Nikolauovi 69 let a zbývalo mu zhruba 1½ roku života.

## Posmrtné ohlasy
Po roce 1948 byl Stanislav Nikolau téměř zapomenut. Pokud bylo jeho jméno připomenuto, pak v negativních souvislostech. Např. roce 1951 ho označilo Rudé právo za „protisovětského štváče“ v souvislosti s jeho předválečným výrokem v Národní politice. V roce 1959 vzpomínal v tomtéž deníku Jan Kopecký na Nikolauovu předválečnou učebnici zeměpisu, která se kriticky vyjadřuje o poměrech v Sovětském svazu a naopak místo slova „kolonie“ používá výrazy „osady“ a „osadní mocnosti“.

## Citát
(O hospodářských problémech Sovětského svazu)
Tak se sny a skutečnost stále více rozcházejí a budou se rozcházet, dokud nenastane návrat k normálním poměrům. Ale to znamená, že by pak celá ta revoluce byla zbytečná.
Národní politika, 5. 6. 1928

## Zajímavost
V roce 2006 se Stálá komise Senátu ČR pro krajany žijící v zahraničí zabývala návrhem jedné krajanské organizace v USA na zřízení „Dne Čechů v zahraničí“. Pro tento den bylo navrženo datum narození Stanislava Nikolaua – 5. června. Vzhledem k nejednotnosti postoje krajanů odložila Komise projednání.